# Hauerslevia pulverulenta
Hauerslevia pulverulenta är en svampart som först beskrevs av Hauerslev, och fick sitt nu gällande namn av P. Roberts 1998. Hauerslevia pulverulenta ingår i släktet Hauerslevia, ordningen Auriculariales, klassen Agaricomycetes, divisionen basidiesvampar och riket svampar.   Inga underarter finns listade i Catalogue of Life.
I den svenska databasen Dyntaxa används istället namnet Sebacina pulverulenta för samma taxon.  Arten har ej påträffats i Sverige.